# Спиські Томашовці
Спиські Томашовці (словац. Spišské Tomášovce) — село в окрузі Спішска Нова Вес Кошицького краю Словаччини. Площа села 13,62 км². Станом на 31 грудня 2015 року в селі проживало 1986 жителів.

## Історія
Перші згадки про село датуються 1229 роком.

## Географія
Розташована Кляшторська ущелина. Протікає Білий потік; неподалік розташований каньйон Томашовська Бела.

## Населення
| Рік:            | 1994. | 2004.    | 2014. | 2024.    |
| --------------- | ----- | -------- | ----- | -------- |
| Кількість осіб: | 1316  | 1580     | 1896  | 2241     |
| Різниця:        |       | +20,06 % | +20 % | +18,19 % |

| Рік:            | 2023. | 2024.   |
| --------------- | ----- | ------- |
| Кількість осіб: | 2208  | 2241    |
| Різниця:        |       | +1,49 % |